# Roy Allen
Roy George Douglas Allen, född 3 juni 1906, död 29 september 1983, var en brittisk nationalekonom och statistiker.
Allen var professor vid London School of Economics 1944-73. Han har författat en mängd läroböcker i bland annat matematisk ekonomi, av vilka flera nått stor spridning.